# Mulern Jean
Mulern Jean (ur. 25 września 1992 w Pompano Beach) – haitańska lekkoatletka specjalizująca się w biegach płotkarskich. Do lipca 2016 reprezentowała Stany Zjednoczone.
Po zmianie barw narodowych w 2016 wystąpiła na igrzyskach olimpijskich w Rio de Janeiro, podczas których została zdyskwalifikowana z biegu eliminacyjnego i nie awansowała do półfinału. Rok później także na eliminacjach zakończyła zmagania podczas mistrzostw świata w Londynie.

## Osiągnięcia
| Rok  | Impreza                               | Miejsce        | Konkurencja                     | Lokata     | Wynik  |
| ---- | ------------------------------------- | -------------- | ------------------------------- | ---------- | ------ |
| 2016 | Igrzyska olimpijskie                  | Rio de Janeiro | bieg na 100 metrów przez płotki | eliminacje | DQ     |
| 2017 | Mistrzostwa świata                    | Londyn         | bieg na 100 metrów przez płotki | eliminacje | 13,63  |
| 2018 | Halowe mistrzostwa świata             | Birmingham     | bieg na 60 metrów przez płotki  | eliminacje | 8,51   |
| 2018 | Igrzyska Ameryki Środkowej i Karaibów | Barranquilla   | bieg na 100 metrów przez płotki | eliminacje | 13,75w |
| 2021 | Igrzyska olimpijskie                  | Tokio          | bieg na 100 metrów przez płotki | półfinał   | 13,09  |
| 2022 | Halowe mistrzostwa świata             | Belgrad        | bieg na 60 metrów przez płotki  | eliminacje | 8,18   |
| 2022 | Mistrzostwa świata                    | Eugene         | bieg na 100 metrów przez płotki | eliminacje | DNF    |

## Rekordy życiowe
- Bieg na 60 metrów przez płotki (hala) – 8,08 (2016)
- Bieg na 100 metrów przez płotki – 12,81 (2022)